# Gadahiyabairi
Gadahiyabairi – gaun wikas samiti w środkowej części Nepalu  w strefie Dźanakpur w dystrykcie Sarlahi. Według nepalskiego spisu powszechnego z 2001 roku liczył on 895 gospodarstw domowych i 5232 mieszkańców (2486 kobiet i 2746 mężczyzn).